# Kalipso (malarka)
Kalipso (Kalypso), łac. Calypso (III/II wiek p.n.e.) – malarka grecka działająca ok. 200 r. p.n.e. 
Pliniusz wymienia ją jako autorkę obrazów Starzec, Kuglarz Teodor i Tancerz Alkistenes. Pliniusz wymienia w Historii naturalnej kilka malarek: nie jest jasne, czy Kalipso była jedną z nich, czy też może chodzi tu o temat obrazu wymienionej uprzednio malarki Irene (tj. o nimfę Kalipso).